# Miroslav Hanus (mechanik)
Miroslav Hanus (5. března 1909 – 7. října 1983) byl český báňský záchranář, mechanik Hlavní báňské záchranné stanice v Ostravě Radvanicích.

## Životopis
Miroslav Hanus byl záchranář, jeden ze spoluzakladatelů moderního pojetí báňské záchranné služby v Československu, bývalý hlavní mechanik HBZS v Ostravě Radvanicích.
Této činnosti se věnoval celý svůj profesní život. V 30. letech 20. století nastoupil jako mechanik mezi záchranáře na dole Šalomoun. Již během druhé světové války byly vytvořeny předpoklady k tomu, že se důl Šalomoun a následně důl Hlubina staly centrem báňské záchranné služby v Ostravsko-karvinské uhelné pánvi. Po skončení druhé světové války se stal prvním hlavním mechanikem nově zřízené Hlavní báňské záchranné stanice v Ostravě. V této funkci setrval až do roku 1964, kdy odešel do penze. Během profesního života poznal celou šíři záchranářské problematiky, stál u zrodů nových konstrukcí dýchacích přístrojů CH 255, později CH 458 a také sebezáchranných přístrojů ZP 1 a později ZP 3 a ZP 4. Účastnil se také rozvoje laboratorní, zkušební a měřicí techniky.
Zemřel ve věku 74 let dne 7. října 1983.